# Río Tinto (Gondomar)
Río Tinto (en portugués Rio Tinto) es una freguesia portuguesa del concelho de Gondomar, con 9,5 km² de superficie y 47.695 habitantes (2001). Su densidad de población es de 5 317,2 hab/km².